# Pozděchov
Pozděchov (en allemand : Posdiechow) est une commune du district de Vsetín, dans la région de Zlín, en Tchéquie. Sa population s'élevait à 594 habitants en 2020.

## Géographie
Pozděchov se trouve à 13 km au sud-sud-ouest de Vsetín, à 22 km à l'est de Zlín et à 271 km à l'est-sud-est de Prague.
La commune est limitée par Jasenná et Prlov au nord, par Lužná à l'est, par Lačnov, Tichov et Drnovice au sud, et par Bratřejov et Ublo à l'ouest.

## Histoire
La première mention écrite du village date de 1361.